# Teodoro II Láscaris
Teodoro II Ducas Láscaris (en griego: Θεόδωρος Β΄ Δούκας Λάσκαρις, romanizado: Theodōros II Doukas Laskaris; noviembre de 1221-18 de agosto de 1258), fue emperador bizantino de Nicea que aunque no tan capaz como su abuelo o su padre, Teodoro I y Juan III Ducas Vatatzés, respectivamente fue un hábil gobernante, buen soldado, y un hombre de letras, que logró mantener unido el próspero estado oriental de Nicea que le legó su padre. Teodoro II, que ya había sido coronado como coemperador, se convirtió en único gobernante a la muerte de su padre en noviembre de 1254. Al comienzo de su reinado renovó la alianza con el sultanato selyúcida de Rüm. A principios de 1255, sin embargo, el zar búlgaro Miguel Asen II invadió Tracia y Macedonia. Después de dos campañas victoriosas contra los búlgaros, Teodoro los obligó a firmar un tratado en mayo de 1256. El sucesor de Miguel Asen II, Constantino Tikh, renovó la alianza con Nicea, por medio de su matrimonio con una hija de Teodoro.
No tuvo tanto éxito en las relaciones con el Despotado de Epiro. En octubre de 1256 Teodoro casó a su hija María con Nicéforo, el hijo de Miguel II, el déspota de Epiro. Como una condición del matrimonio, sin embargo, Teodoro exigió las ciudades de Dirraquio y Servia. Miguel se enfureció por esta demanda, y estalló la guerra, esta se estaba realizando en el momento de la muerte de Teodoro. Fue sucedido en el trono por su hijo Juan IV Láscaris.

## Primeros años

### Infancia
Teodoro nació del emperador Juan III Ducas Vatatzés e Irene Láscaris en el palacio imperial de Nicea a finales de 1221 o principios de 1222. Irene era la hija mayor de Teodoro I Láscaris, fundador del Imperio de Nicea. Nicea fue un estado sucesor del Imperio Bizantino, establecido después de que los cruzados de Europa Occidental ("latinos") capturaran Constantinopla durante la Cuarta Cruzada en 1204. Vatatzes fue el tercer marido de Irene. Nació en el seno de una familia aristocrática bizantina relacionada con las dinastías imperiales Comneno y Angelos. Cuando se casó con Irene, se desempeñaba como comandante de la guardia imperial. Aunque los dos hermanos de Irene habían muerto prematuramente, Teodoro I no nombró a Vatatzes como su heredero oficial. Lo más probable es que esperaba que su tercera esposa, la latina María de Courtenay, tuviera hijos, pero no engendró hijos con ella . Teodoro I murió en noviembre de 1221. Vatatzes tuvo que derrotar a los hermanos del difunto emperador, Alejo e Isaac Láscaris, para tomar el trono. Su victoria sobre los tíos de su esposa y sus aliados latinos en la batalla de Poimanenon en el invierno de 1223-1224 abrió el camino para la reconquista de los territorios bizantinos perdidos por los latinos en Asia Menor.
Teodoro fue el único hijo de sus padres, ya que su madre sufrió un accidente de equitación y no pudo tener hijos después de su nacimiento. Adoptó el apellido de su madre. Fue "criado como de costumbre para un niño real", según sus propias palabras, probablemente refiriéndose a su crianza en el barrio de mujeres del palacio y al lujo que lo rodea. Su infancia fue alegre y "a menudo recibió el mayor consuelo" de su padre. También recordó que sus padres no lo castigaron cuando su tutor lo acusó de faltas.

### Educación
La educación formal de Teodoro comenzó en la edad en que a la mayoría de los niños aristocráticos se les enseñaba a escribir y leer, en 1228 se le confió al cuidado de un maestro de primaria. Como parte de su educación, memorizó textos de la Biblia y rezaba tres veces al día. Podía citar de memoria los Salmos y las parábolas de Jesús hasta el final de su vida. La educación secundaria de Teodoro comenzó alrededor de 1230.
Detestaba a su tutor principal (o baioulos) y lo describía como un "gran charlatán" en sus obras, sin mencionar su nombre. Estudió gramática (es decir, griego ático), poesía, retórica, lógica, matemáticas, astronomía, geometría y música durante tres años. Sus estudios gramaticales elevaron su interés de toda la vida por las palabras con múltiples significados y etimologías. El joven Teodoro quedó cautivado por las oraciones de Demóstenes y Hermógenes de Tarso. También tenía en alta estima al teólogo Gregorio Nacianceno. Su tutor se burló de él por "filosofar" e instó a Teodoro a dedicar más tiempo a los estudios militares y diplomáticos. Teodoro era un apasionado cazador y jugador de polo con notables habilidades para montar.
Las negociaciones sobre el matrimonio de Teodoro con Helena de Bulgaria comenzaron poco después de la batalla de Klokotnitsa, donde el padre de Helena, el emperador (o zar) Iván Asen II de Bulgaria, infligió una aplastante derrota al emperador de Tesalónica y gobernante de Epiro, Teodoro Comneno Ducas. La batalla debilitó a Epiro-Tesalónica, el rival occidental de Nicea para el resurgimiento del Imperio Bizantino, e hizo de Bulgaria la potencia dominante de la Península Balcánica. El matrimonio de Teodoro y Helena selló la alianza de sus padres contra el Imperio Latino de Constantinopla en 1235. En el mismo año, las tropas búlgaras y niceas sitiaron Constantinopla, pero no pudieron capturar la ciudad. En 1237, Iván Asen invirtió su posición y se alió con los latinos para detener la expansión de Nicea en Tracia, solo para regresar a su alianza con Nicea antes de fin de año. Los movimientos tácticos de su suegro convencieron a Teodoro de que no podía confiar plenamente en los búlgaros, una opinión que mantuvo durante el resto de su vida.
Teodoro se acercó a un profesor de gran renombre, Nicéforo Blemides, para que le impartiera clases de filosofía. Blemides era el higumenos (abad) de un monasterio en Éfeso. Teodoro asistió a sus clases de filosofía mientras se hospedaba en el palacio de invierno de su padre en la cercana Ninfeo. El celoso aristotelismo de Blemides tuvo un fuerte impacto en Teodoro, quien a menudo mencionaba nociones aristotélicas, como potencialidad y actualidad, en sus escritos. Blemides fue acusado de malversación por uno de sus estudiantes a principios de la década de 1240. Aunque la intervención de Vatatzes lo salvó del encarcelamiento, abandonó la enseñanza. Teodoro siguió visitando a Blemides con regularidad y mantuvo correspondencia con él. Un joven erudito, Jorge Acropolita, reemplazó a Blemides como tutor principal de Teodoro. Nacido en Constantinopla, Acropolita tuvo experiencia de primera mano con el dominio latino en la ciudad. Completó la educación de Teodoro en lógica y matemáticas.
La madre de Teodoro murió a fines de 1239. Vatatzes se volvió a casar a fines del verano de 1240, tomando una hija ilegítima de Federico II, emperador del Sacro Imperio Romano Germánico, Constanza, cuyo nombre fue cambiado a Ana. Tenía alrededor de diez años y Vatatzes comenzó un romance escandaloso con una de sus damas de compañía italianas, llamada Marchesina. Se le concedió el derecho a usar zapatos morados y a enganchar su caballo con adornos morados, como los parientes más cercanos del emperador.

## Juventud

### Primeras tareas administrativas
Vatatzes, siguiendo la práctica de sus predecesores, proclamó a Teodoro cogobernante cuando aún era un niño. En su historia, Acropolita mencionó a Teodoro como un coemperador al narrar los eventos que ocurrieron desde 1235 hasta 1237 y en 1242. En su correspondencia, Teodoro se refería a sí mismo como "mi majestad imperial" desde alrededor de 1242. No fue coronado durante la época de su padre — una explicación probable para la negación de su coemperador por dos historiadores bizantinos posteriores, Jorge Paquimeres y Nicéforo Grégoras. La autoridad de Teodoro era considerable: otorgó propiedades y salarios e intervino en disputas legales. A petición de Blemides, ordenó a Nicéforo, el obispo metropolitano de Éfeso, devolver un terreno supuestamente comprado ilegalmente al monasterio de Blemides. Durante la ausencia de su padre, presidió las sesiones del consejo privado y propuso candidatos para los puestos vacantes de la Iglesia.
Juan III Vatatzes volvió a sitiar Constantinopla en mayo de 1241, pero rápidamente se dio cuenta de que no podía capturar la ciudad. Inició negociaciones de paz y Teodoro acompañó a su padre a las reuniones con los enviados latinos. Firmaron una tregua de dos años el 24 de junio. Juan II Asen murió en el mismo mes y su muerte debilitó a Bulgaria. Vatatzes lanzó una campaña militar contra los aliados epirotas de los búlgaros a fines de 1241. Antes de partir para la campaña militar, nombró a Teodoro su lugarteniente en Asia Menor. Teodoro, al igual que su padre y su abuelo, celebró una corte itinerante y visitó la mayoría de las ciudades y pueblos de Anatolia.
En ese momento, un general mongol, Baiju, invadió el vecino oriental de Nicea, el Sultanato Selyúcida de Rum, desde el este y capturó Erzurum. Teodoro informó a su padre, que estaba sitiando Tesalónica, pero Vatatzes no abandonó el sitio. Su persistencia fue recompensada cuando el gobernante de Tesalónica, Juan Comneno Ducas, renunció al título de emperador a cambio del título bizantino de déspota. Los mongoles lanzaron una nueva campaña militar contra los selyúcidas y derrotaron al sultán Kaikosru II en la Batalla de Köse Dağ el 26 de junio de 1243. Después de que los selyúcidas acordaron pagar un tributo anual a los mongoles, Nicea siguió siendo el único estado de Anatolia que conservó la independencia total. El miedo a una invasión mongola se convirtió en un elemento constante de la diplomacia de Nicea.
Vatatzes volvió a confiar a Teodoro la administración de Asia Menor cuando lanzó una nueva campaña militar en Tracia en 1246. Después de que Vatatzes capturó Serres, los principales ciudadanos de Tesalónica no se arriesgaron a un asedio prolongado. Abrieron las puertas de su ciudad y rindieron homenaje voluntario a Vatatzes. Como la mayoría de las ciudades macedonias siguieron su ejemplo, Vatatzes casi duplicó el territorio de su imperio.

### Amigos
Teodoro forjó un vínculo de estrecha amistad con un círculo de jóvenes intelectuales. Todos nacidos después de la conquista latina de Constantinopla, no experimentaron el impacto del exilio, a diferencia de muchas de las "generaciones humilladas" de sus padres (como se refirió a ellos el Patriarca Germano II de Constantinopla). La compañía de sus amigos ayudó a Teodoro a superar sus períodos de melancolía, probablemente causados por la ansiedad por sus deberes públicos. Su amigo más cercano, Jorge Muzalon, fue un paje en su séquito durante su infancia. Los tres hermanos Muzalon —Jorge, Teodoro y Andrónico— eran, en palabras de Blemides, "de una cuna despreciablemente baja", pero eran cantantes y músicos talentosos. La mayoría de los otros confidentes de Teodoro, como José Mesopotamites y Konstas Hagiotheodorites, estaban relacionados con funcionarios de alto rango y eclesiásticos.
Teodoro a menudo se burlaba de los obispos por su autoengrandecimiento, su discurso bárbaro o declaraciones heréticas ignorantes, o incluso por su apariencia física. Teodoro también fue objeto de burla: sus compañeros de estudios se burlaban de él por su estilo de argumentación durante las discusiones filosóficas. Los comentarios críticos hechos por obispos y aristócratas fueron más peligrosos. El metropolitano Nicéforo de Éfeso reprendió a Teodoro por su orgullo y por no observar las reglas del ayuno. Un comandante militar, Kalothetos, hizo comentarios irrespetuosos sobre Teodoro. La relación entre Teodoro y el gobernador de Tesalónica, Teodoro Files, era extremadamente tensa. Files hizo circular poemas difamatorios sobre el supuesto romance de Teodoro con una mujer anónima, mientras que Teodoro culpó a Files por el asesinato de su amigo, Tribides. El destino de Tribides muestra que Teodoro podría enviar a sus confidentes a los territorios europeos recién conquistados durante el reinado de su padre. Las acusaciones de Files llegaron a oídos de Blemides, que no toleraba la conducta sexual inapropiada. Alrededor de 1248, Blemides había negado a Marchesina y su séquito la entrada a su monasterio en Éfeso. Ahora, dirigió un espejo para príncipes (instrucción), titulado Estatua imperial, a Teodoro y su padre, advirtiéndoles contra la lujuria y el despilfarro de fondos públicos. Teodoro no pudo convencerlo de su inocencia.

### Hacia la regla única
Vatatzes estaba haciendo preparativos para un nuevo ataque a Constantinopla, pero el gobernante de Epiro, Miguel II Comneno Ducas, invadió el territorio de Nicea en Macedonia en la primavera de 1252. Vatatzes nombró a Teodoro su virrey en Asia Menor y lanzó un contraataque contra Miguel II, lo que lo obligó a regresar a Epiro. Helena de Bulgaria murió inesperadamente antes de finales de agosto. Teodoro lloró a su esposa durante más de los cuarenta días habituales. Abandonó el ayuno y vistió de negro solo por orden de su padre. La muerte de su esposa intensificó la melancolía de Teodoro. Se recluyó en el palacio y dedicó su tiempo a los estudios filosóficos y a la escritura. Solo reanudó sus visitas regulares a las ciudades de Asia Menor en 1253.
A principios de 1253, el hijo y sucesor del emperador Federico II, Conrado, obligó al exilio a la mayoría de los familiares de la amante de su padre, Bianca Lancia. Huyeron a Nicea y pidieron asilo a la hija de Bianca, la emperatriz Constanza-Ana. Como su padre se alojaba en Tracia, Teodoro recibió a los exiliados. Conrado cambió de opinión y envió al erudito Bertoldo de Hohenburg, un suegro de los Lancia, a Nicea para iniciar negociaciones con ellos. Mientras esperaba el regreso de su padre de Tracia, Teodoro mantuvo conversaciones filosóficas con Hohenburg. El estudio de los filósofos griegos antiguos se había intensificado en Europa, y Hohenburg le pidió a Teodoro obras filosóficas griegas. Esta solicitud reforzó el orgullo de Teodoro por la herencia antigua de los griegos, y decidió publicar sus propias obras.
Vatatzes regresó a Nicea en el invierno de 1253. A principios de 1254, enfermó repentinamente y nunca se recuperó por completo. Su enfermedad convirtió a Teodoro en el gobernante real del imperio, pero el cambio de posición no le impidió hacer arreglos para la publicación de sus obras. Su padre aún estaba vivo cuando llegaron a Nicea las noticias de los preparativos de los mongoles para una nueva invasión de Asia Menor.

## Reinado

### Ascenso
Juan III Vatatzes murió en Nicea el 4 de noviembre de 1254, dejando un imperio floreciente a Teodoro. Teodoro fue aclamado emperador, pero no fue coronado porque el trono patriarcal estaba vacante. En su discurso funerario en el entierro de Vatatzes, Acropolita expresó su esperanza de que Teodoro condujera a los Niceanos a expulsar a los latinos de Constantinopla, comparándolo con la "columna de fuego" del Libro del Éxodo, guiando a los israelitas. Teodoro en realidad no podía arriesgarse a lanzar un ataque contra Constantinopla, porque su imperio estaba rodeado de poderes hostiles.
Teodoro prohibió a la viuda de su padre, Ana-Constanza, regresar a su tierra natal siciliana. Este acto indignó a su hermano, Manfredo, quien recientemente se había convertido en el gobernante real del Reino de Sicilia. Teodoro tuvo una reunión con el sultán selyúcida del Rum, Kaykaus II, en Filadelfia. Concluyeron una alianza defensiva contra los mongoles. Kaykaus había reconocido la soberanía de los mongoles, pero no había visitado la corte del Gran Khan Möngke para rendirle homenaje.
Teodoro deseaba convertir a Blemides en el nuevo patriarca, pero su antiguo tutor se negó. Su siguiente candidato, un ermitaño de origen aristocrático, Arsenio Autoriano, aceptó la oferta. El nuevo patriarca coronó y ungió emperador a Teodoro, según el consenso académico, en la Navidad de 1254. El nombramiento supuestamente irregular de Arsenio daría lugar al conflicto conocido como "Cisma Arsenita", que duró desde 1265 hasta 1310. Arsenio siempre fue leal a Teodoro y obedeció sus órdenes.
Teodoro no confiaba en los aristócratas y escribió sobre "asuntos amorosos ilícitos y complots muy injustos", sin nombrar a sus oponentes, en una carta dirigida a Jorge Muzalon en diciembre de 1254. El historiador Michael Angold propone que la política similar del emperador Federico II puede haber inspirado la "postura más autocrática hacia su aristocracia" de Teodoro. Teodoro nombró a Jorge Muzalon como comandante en jefe del ejército móvil como el nuevo megas domestikos. El hermano de Jorge, Andrónicos, fue designado como los nuevos Protovestiario (comandante de la guardia del palacio imperial). Teodoro también demostró su favor hacia un general de origen común, Constantino Margarites. También trató de compensar a los aristócratas que habían sido apartados durante el reinado de su padre. Permitió a los tíos de su madre, Miguel y Manuel Láscaris, de su exilio e hizo generales a dos miembros de la rebelde familia Nestongos, Jorge e Isaac. Sus nombramientos ofendieron a la mayoría de los aristócratas.

### Guerras con Bulgaria
El joven zar búlgaro, Miguel II Asen, aprovechó la muerte de Vatatzes para reconquistar las tierras que había arrebatado a Bulgaria después de 1241. Miguel invadió Macedonia y Tracia en diciembre de 1254 o enero de 1255. La mayoría de las guarniciones de Nicea en las fortalezas eran pequeñas y los búlgaros locales apoyaron a los invasores. Los búlgaros se apoderaron rápidamente de la mayoría de las fortalezas tracias. Dos ciudades de Macedonia, Veles y Skopie, también se rindieron a ellos. Un consejo de guerra convocado apresuradamente aceptó la propuesta de Jorge Muzalon de un contraataque inmediato. Teodoro decidió liderar la campaña él mismo y confió a Muzalon la administración de Asia Menor en febrero de 1255. Su ataque sorpresa obligó a los invasores a retirarse de Tracia, y ordenó a dos aristócratas, Alejo Estrategópulo y Demetrio Tornikes, perseguir a los búlgaros. Los dos generales condujeron a sus tropas a través de los pasos de las montañas Ródope con el temor constante de una emboscada. Cuando escucharon inesperadamente los sonidos de los cuernos de pastores y porqueros, echaron a correr presas del pánico, abandonando su equipaje. El fiasco indignó a Teodoro, y les ordenó que se apresuraran a ir a su campamento en Adrianópolis, pero ambos comandantes desobedecieron.
Un renegado búlgaro al servicio de Nicea, Dragotas, cambió de bando y sitió Melnik en el verano. Teodoro partió apresuradamente de Adrianópolis para dirigir las fuerzas de socorro a la ciudad. Los búlgaros le tendieron una emboscada a lo largo del paso de Rupel, pero él la evitó y Dragotas abandonó el asedio a la llegada de Teodoro. De Melnik, Teodoro fue a Tesalónica y despidió a su antiguo oponente, Files, de la gobernación. Cerró la casa de moneda local porque quería establecer un sistema centralizado de administración financiera en Asia Menor, con una nueva tesorería en Astritzion, en la costa asiática del Helesponto. Teodoro invadió Macedonia y obligó a la guarnición búlgara en Veles a rendirse, pero la sequía le impidió continuar la campaña militar a través del árido polo de Ovče. Fue a Serres, donde confirmó los privilegios fiscales de las ciudades macedonias. También ordenó el arresto de Constantino Kabasilas, arzobispo de Ohrid, asumiendo que Kabasilas era un partidario leal de Miguel II de Epiro.
Un informe sobre una invasión mongola de Asia Menor obligó a Teodoro a abandonar Macedonia a finales del otoño de 1255. Después de que el informe resultó falso, lanzó un ataque contra la fortaleza de Tzepaina. Tuvo que abandonar la campaña, porque su ejército no podía atravesar los estrechos y helados pasos de montaña. Regresó a Anatolia a finales de año. Él colmó a sus confidentes con honores y regalos. Nombró a Manuel Láscaris y Constantino Margarites comandantes en jefe de sus tropas en Tracia y encargó a Jorge Muzalon la implementación de reformas militares. También ordenó el castigo de los miembros de antiguas familias aristocráticas. Constantino Estrategopoulos y Teodoro Files fueron cegados; los cuatro hijos de Alejo Estrategopoulos y Alejo Raoul fueron encarcelados. El primo de Teodoro, Miguel Paleólogo, huyó al sultanato selyúcida para escapar del encarcelamiento. Teodoro aprovechó el derecho de los emperadores a controlar los matrimonios aristocráticos para establecer lazos familiares entre sus favoritos de bajo cuna y la vieja aristocracia. Jorge Muzalon se casó con la sobrina de Paleólogo, Teodora Cantacunea Paleologina, Andrónico Muzalon se casó con una hija de Alejo Raoul.
Teodoro decidió reanudar las negociaciones sobre una unión de la iglesia con el Papa Alejandro IV y envió enviados a Roma en abril o mayo de 1256. Las opiniones divergentes sobre la procesión del Espíritu Santo siempre habían sido una causa importante del cisma entre las iglesias ortodoxa y católica. Los teólogos ortodoxos sostenían que el Espíritu Santo procedía solo del Padre, mientras que los teólogos católicos afirmaban que el Espíritu Santo procedía del Padre "y del Hijo". Teodoro encargó a Blemides que resumiera la posición ortodoxa. Blemides adoptó un enfoque conciliador, concluyendo que una declaración sobre la procesión del Espíritu Santo del Padre a través del Hijo estaba completamente en conformidad con la Biblia y las obras de los Padres de la Iglesia. Teodoro no aceptó la opinión de su tutor e insistió en la doctrina ortodoxa tradicional.
Simultáneamente a estos eventos, Miguel II de Bulgaria envió asaltantes Cumanos para saquear Tracia a principios de 1256. Aunque Teodoro había dado instrucciones a Láscaris y Margarites para que adoptaran una estrategia defensiva, persiguieron a los cumanos, pero los invasores infligieron una gran derrota a sus tropas. Teodoro reunió un nuevo ejército, parcialmente reunido entre el campesinado de Anatolia, y cruzó el Helesponto. Envió tropas, incluidos jinetes cumanos a su servicio, contra los invasores y derrotaron a las fuerzas enemigas en dos batallas en Tracia. Entró en negociaciones de paz con Miguel II con la mediación de Rostislav Mijaílovich, duque de Macsó. Miguel II se había casado recientemente con la hija de Rostislav y la esposa de Rostislav, Ana de Hungría, era prima de Teodoro. Rostislav llegó a Tracia para llegar a un acuerdo con Teodoro. Acropolita redactó un tratado sobre la restauración de los límites de antes de la guerra entre Nicea y Bulgaria. Rostislav lo aceptó y firmó el tratado de paz en nombre de Miguel II el 29 de junio. El tratado prescribía que Miguel II cedería Tzepaina a los nicenos, pero la guarnición búlgara no fue retirada inmediatamente de la fortaleza. Teodoro se convenció de que Rostislav lo había engañado y ordenó azotar públicamente a Acropolita. Su acto resultó imprudente, porque los búlgaros cedieron la fortaleza a principios de septiembre. Teodoro envió a Jorge Muzalon con Acropolita para buscar una reconciliación.
El tratado de paz despertó mucha indignación en Bulgaria, lo que permitió al primo de Miguel II, Kalimán, organizar un complot y destronar al zar. Kalimán tomó el trono, pero nunca obtuvo el apoyo del ejército. Después de ser víctima de un nuevo complot, Rostislav Mikhailovich y el cuñado de Miguel II, Mitso, reclamaron el trono. La mayoría de los boyardos (nobles) preferían un tercer candidato, uno de ellos, Constantino Tij, aunque no estaba relacionado con la dinastía gobernante Asen.

#### Expansión
La guerra de Teodoro contra Bulgaria provocó un acercamiento entre Epiro y Serbia. Miguel II de Epiro hizo una alianza formal con Stefan Uroš I, rey de Serbia. También envió obsequios a los jefes albaneses que habían reconocido la soberanía de Nicea para obtener su apoyo. La hija de Teodoro, María, y el hijo y heredero de Miguel II, Nicéforo, se habían comprometido durante el reinado de Vatatzes. Después de hacer las paces con los búlgaros, Teodoro ordenó a Miguel II que enviara a Nicéforo a Tesalónica para casarse con María. Nicéforo estaba acompañado por su madre, Teodora Petralifas. Teodoro la tomó bajo custodia y solo le permitió regresar a Epiro después de que Miguel II cediera Servia y Dyrrachium. La posesión de las dos ciudades aseguró el control de Nicea de la Vía Egnatia, pero Miguel II permaneció hostil a Teodoro.
Teodoro recibió a un legado papal, el obispo Constantino de Orvieto, en Tesalónica. Sus negociaciones resultaron infructuosas, porque la autorización del legado era limitada y Teodoro no estaba dispuesto a hacer concesiones para la unión de la iglesia. También preservó el derecho a convocar a los obispos ortodoxos a un sínodo para discutir las condiciones de la unión. Teodoro mantuvo correspondencia con la Santa Sede, pero no inició nuevas negociaciones con ella.
Los mongoles invadieron nuevamente Asia Menor y derrotaron a Kaykaus II el 14 de octubre de 1256. Teodoro se apresuró a regresar a Anatolia para supervisar los preparativos de la defensa. Kaykaus buscó asilo en Nicea y los mongoles instalaron a su hermano, Kilij Arslan IV, como nuevo sultán de Rum. Teodoro reunió a sus tropas en las llanuras cercanas a Magnesia. El gobernante mongol de Persia, Ilkhan Hülagü, envió una delegación a Teodoro para comenzar las negociaciones sobre el futuro de Kaykaus. Hülegü acordó retirar su ejército de Rum y ordenó la división del sultanato entre Kaykaus y Kilij Arslan en la primavera de 1257. Antes de partir hacia Rum, Kaykaus cedió cuatro fortalezas en el valle del río Lycus a Nicea a cambio de un contingente de 300 tropas auxiliares. Sus logros hicieron que Teodoro se sintiera seguro de sí mismo. Afirmó con orgullo que su imperio incluía territorios hasta Dyrrachium en el Mar Adriático y Cabo Karambis en el Mar Negro. Su éxito durante la guerra contra Bulgaria lo había convencido de que debía reclutar soldados entre los campesinos de Anatolia. En una carta a Blemides, afirmó que los nativos "helenos" eran más confiables que los mercenarios extranjeros.

### Enfermedad y muerte
Teodoro cayó gravemente enfermo en noviembre de 1257. Jorge Paquimeres, que en ese momento tenía menos de dieciséis años, diagnosticó su enfermedad como epilepsia, mencionando que Teodoro había perdido con frecuencia el conocimiento y "se derrumbó en el suelo". Paquimeres también describió los nombramientos inusuales de Teodoro y sus intentos de forjar alianzas matrimoniales entre aristócratas y plebeyos como síntomas de su enfermedad. Acropolita solo notó una pérdida de peso extrema, reduciendo todo el cuerpo de Teodoro a un esqueleto, mientras que Blemides describió la enfermedad de Teodoro como "un azote y una enfermedad extraña", y también mencionó la melancolía y las fobias de Teodoro. El propio Teodoro escribió sobre un dolor insoportable y una parálisis en los brazos. Los historiadores modernos de las enfermedades no se han puesto de acuerdo sobre el diagnóstico de la enfermedad. John Lascaratos y Panaghiotis V. que padecía Crisis convulsivas tónico-clónicas en sus veinte. El historiador Donald M. Nicol propone que la enfermedad de Teodoro "lo convirtió en presa de sus estados de ánimo, y compensó su nerviosismo con un temperamento autocrático y obstinado". El historiador médico Georgios Makris, sin embargo, concluye en su estudio de 1995 sobre la epilepsia en el Imperio Bizantino que Teodoro no sufría de la misma. El historiador Dimitar Angelov, que no acepta el diagnóstico de Paquimeres, propone que probablemente tenía cáncer de cerebro, columna o pulmón.
Su enfermedad impidió que Teodoro comandara sus tropas en persona. Los comandantes del ejército en Macedonia, la mayoría de origen humilde, recientemente nombrados por Teodoro, no pudieron evitar que los epirotas, albaneses y serbios asaltaran los territorios de Nicea. Stefan Uroš I derrotó a las tropas de Nicea cerca de Prilep. La cuñada de Miguel II, María Petraliphaina, entabló correspondencia con el comandante de Teodoro, Constantino Chabaron, haciéndole creer que ella estaba ansiosa por casarse con él, pero Chabaron fue capturado durante su encuentro. El ejército de campesinos de Anatolia recién reunido por Teodoro fue derrotado en Edessa. Miguel Paleólogo, a quien se le había permitido regresar de su exilio, dirigió un nuevo ejército a Macedonia. Derrotó a los epirotas, pero Teodoro le ordenó que regresara en lugar de marchar a Prilep. La retirada de Paleólogo permitió a Miguel II apoderarse de Prilep y capturar a Acropolita, que era su gobernador. Miguel II estaba planeando lanzar un ataque contra Tesalónica, pero Manfredo de Sicilia renovó el reclamo de sus predecesores sobre los territorios bizantinos e invadió Epiro desde el oeste. Miguel II, que no quiso abandonar su plan, firmó una alianza con Manfredo, quien expulsó a las guarniciones de Nicea de Dyrrachium y otras fortalezas en el Adriático a fines de febrero de 1258.
Constantino Tij de Bulgaria repudió a su primera esposa y demandó la mano de la hija mayor de Teodoro, Irene. Sabía que su matrimonio con Irene, que era la nieta del zar Iván Asen II, podría fortalecer su derecho a gobernar. Teodoro quiso confirmar su tratado de paz con Bulgaria y aceptó la oferta de Constantino Tij. Irene fue a Bulgaria para casarse con Constantino Tij.
Teodoro rara vez abandonó su palacio en Magnesia durante los últimos meses de su vida. Estaba convencido de que la brujería causaba su enfermedad y acusó a sus cortesanos de lanzarle hechizos, enviando a muchos de ellos a juicio. La hermana de Miguel Paleólogo, María-Martha, fue la víctima más famosa de la paranoia de Teodoro. Teodoro había obligado a su hija, Teodora, a casarse con el anciano Basilio Kaballarios, pero el matrimonio nunca se consumo. Después de que Kaballarios atribuyera su impotencia a los hechizos de su suegra, Teodoro hizo que la metieran en un saco lleno de gatos que le desgarraban la carne. Solo fue liberada porque Teodoro repentinamente entró en pánico, temiendo sus hechizos. También temiendo la venganza de su hermano, Teodoro hizo encarcelar a Miguel Paleólogo por cargos de envenenamiento, pero pronto lo liberó. Teodoro nombró a su hijo de siete años, Juan, como su único heredero, y nombró regente a Jorge Muzalon hasta que Juan cumpliera la mayoría de edad. Se hizo monje, pero mantuvo su nombre de bautismo. Resumió sus pecados en un tratado y pidió al sínodo patriarcal que le concediera la absolución. Murió en el palacio imperial de Magnesia el 16 de agosto de 1258. Fue enterrado junto a su padre en el monasterio de Sosandra en el monte Sipylus. Su tumba y el monasterio fueron destruidos después de la conquista turca de la región en el siglo XIV.
Los aristócratas habían hecho un juramento de lealtad a Muzalon en el lecho de muerte de Teodoro, pero pronto comenzaron a conspirar contra él. En diez días, Muzalon fue asesinado y Miguel Paleólogo asumió la regencia del niño emperador Juan IV Láscaris. Paleólogo convenció a los aristócratas de que un imperio gobernado por un niño no podría resistir los ataques enemigos, y fue proclamado coemperador como Miguel VIII antes de fin de año. Cuando Miguel VIII y Juan IV fueron coronados juntos a principios de 1259, el Patriarca puso la corona primero en la cabeza de Miguel VIII. Tras concluir un acuerdo con Génova contra el Imperio Latino, envió a Alejo Estrategópulo para espiar las defensas de Constantinopla. Aprovechando la ausencia del grueso del ejército latino, Estrategopoulo se apoderó de Constantinopla mediante un ataque sorpresa el 25 de julio de 1261. Miguel VIII fue coronado por segunda vez, solo, en Santa Sofía. El niño Juan IV fue cegado el 25 de diciembre de 1261, lo que le impidió gobernar. Para enfatizar que la familia Láscaris había perdido su estatus imperial, Miguel VIII casó a sus tres hermanas con nobles italianos y búlgaros menores.

## Erudito
Hombre de letras dedicado a los estudios filosóficos y teológicos, Teodoro transformó su corte en un centro para eruditos de renombre poco después de su ascenso al trono. Ordenó que los libros que él y su padre habían reunido en bibliotecas urbanas estuvieran disponibles para todos los que quisieran leerlos. Comenzó a escribir tratados sobre temas filosóficos, teológicos e históricos ya durante la vida de su padre, pero decidió preparar ediciones manuscritas de sus obras solo después de su encuentro con Berthold de Hohenburg en 1353. Sus obras fueron recopiladas en cuatro códices, pero solo tres sobrevivieron.
La Sátira del Tutor de Teodoro, escrita probablemente en 1240, es su obra más antigua que se conserva. La sátira está dedicada a su tutor principal, retratándolo como un hombre poco educado y grosero, que aprendió magia durante su estancia en Bulgaria. También escribió encomia en elogio de los ciudadanos de Nicea, su padre y Acropolita. Las obras teológicas de Teodoro, incluida su Primera oración contra los latinos, o sobre la Procesión del Espíritu Santo, y su tratado Sobre la Trinidad, demuestran su adhesión a la teología ortodoxa. Gran canon suplicatorio de Teodoro a Nuestra Señora, un himno a la Virgen María, es su obra más conocida. Lo compuso pocos meses antes de su muerte y todavía se canta en las ceremonias ortodoxas.

## Familia
Ni Teodoro ni Helena habían alcanzado la edad mínima legal para contraer matrimonio —catorce años para los niños y doce para las niñas— cuando se casaron, pero un matrimonio tan temprano no era único entre los aristócratas y plebeyos de Nicea. Sus padres son Iván Asen II y María de Hungría en 1224. La boda tuvo lugar en Lampsakos a principios de 1235. Dos años más tarde, antes de lanzar una invasión de los territorios de Nicea en Tracia, su padre obligó a Helena a regresar a Bulgaria, pero se restableció la paz entre los dos imperios y Helena regresó a Teodoro antes de fin de año. Años más tarde, Teodoro describió a Helena como la flor de su juventud y afirmó que su "vínculo de amor incomparable" los hacía "más felices que todas las personas". Su repentina muerte en la primavera o el verano de 1252 sumió a Teodoro en el dolor. Dio a luz a cuatro o cinco hijas y un hijo. Sus hijos fueron:
- Irene Ducas Láscaris, se casó con Constantino Tij de Bulgaria, fue enemiga implacable del emperador Miguel VIII hasta su muerte alrededor de 1270.[73]
- María, que se casó con Nicéforo I de Epiro, falleció entre principios de 1257 y 1265.[74][75]
- Teodora se casó por orden Miguel VIII a un noble de Morea, Maios Débélikourtos, según Paquimeres y Nicéforo Gregoras. El historiador Albert Failler lo identifica como Mateo de Mons, que ocupó la Baronía de Veligosti en el Principado de Acaya.[76]
- Eudoxia (llamada en ocasiones Lascara o Irene) se casó por primera vez con el conde Guillermo Pedro de Ventimiglia, que murió alrededor de 1280. Su segundo marido, Roger Arnau, conde de Pallars, murió en 1288. La viuda Eudoxia mantuvo una relación amorosa con el almirante aragonés Bernat de Serria. Murió en 1309.[77]
- Un boyardo búlgaro, el déspota Jacobo Svetoslav, se casó con una hija anónima de Teodoro, según Paquimeres. Ella pudo haber sido hija ilegítima de Teodoro, porque otros historiadores bizantinos no la mencionaron.[78]
- El único hijo de Teodoro, Juan, sobrevivió a su mutilación, pero pasó el resto de su vida en prisión. Murió alrededor de 1309.[79]